# 葬送

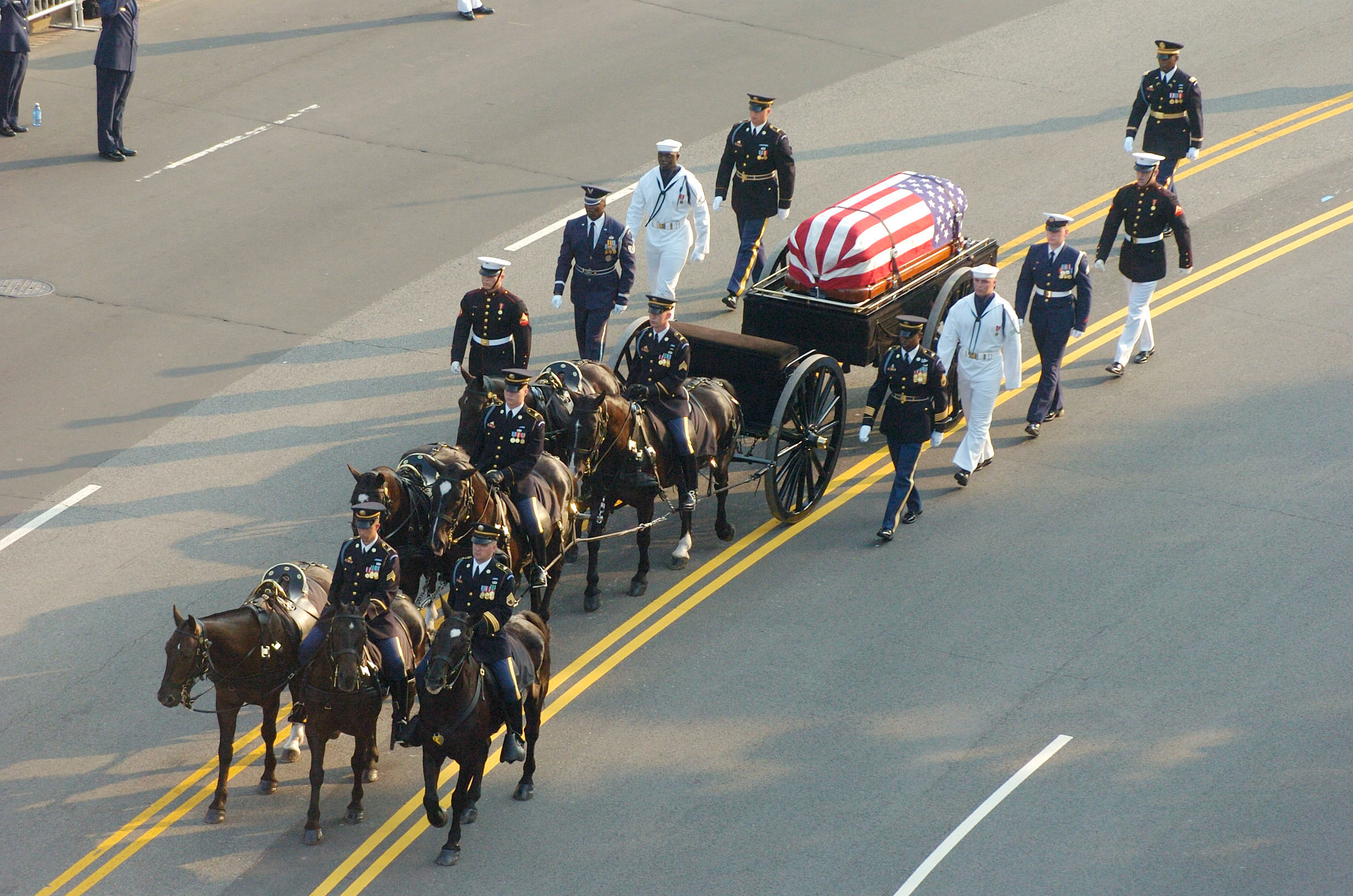
レーガン大統領の葬送

葬送（そうそう）とは、死者と最後の別れをし、火葬場、墓地に送り出すこと。またそのための儀式。古くは野辺送りとも称した。送葬。
その方法は地方ごとの民俗儀礼と密接に関連しているため千差万別であるが、会葬者が行列を組み（これを葬列と称す）遺骸を搬送するというやり方は多くの文化に共通する。

## 歴史
会葬者たちが棺を担ぐことも多いが、西欧諸国では近代から霊柩馬車（Hearse）も普及していた。インドのヒンドゥー教徒は棺を用いず、布にくるんだ遺骸を台に乗せて運ぶ。日本では担ぎ棒のついた棺を肩に担いで運ぶことが多かった。棺は神輿のような飾り付けをしており、これがそのまま自動車に飾り付けられた結果、おなじみの霊柩車となった。

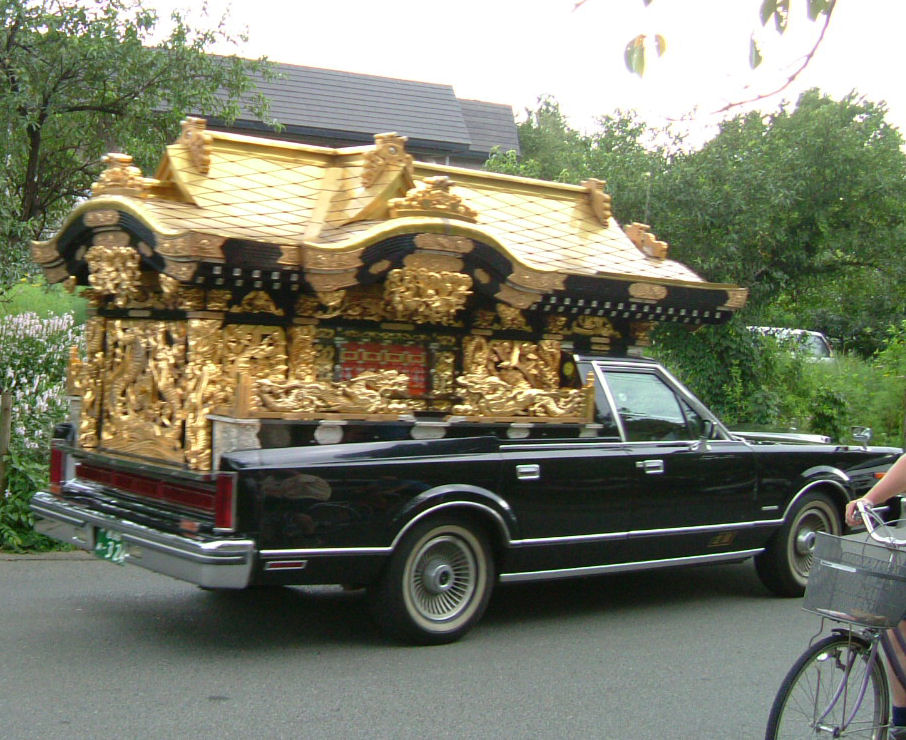
宮型霊柩車
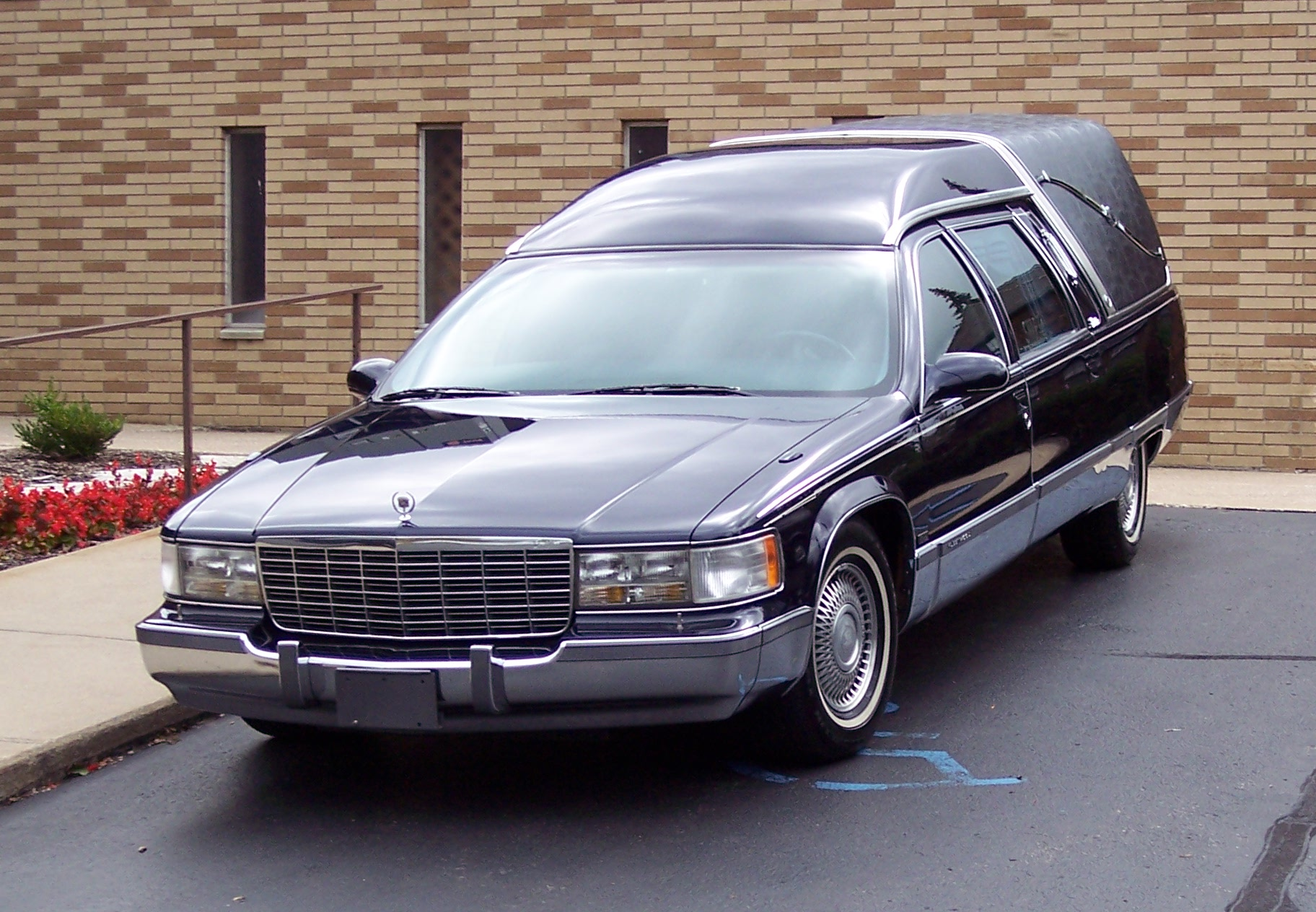
洋型霊柩車

現代においては、モータリゼーションの発展により交通事情も変化したため、昔ながらの葬列により棺を運ぶことはほとんど行われなくなった。日本では葬送の儀式が簡略化され、棺を担ぐのは葬儀会場の近くに待機した霊柩車までであり、会葬者は用意されたマイクロバスや各自の自動車等で霊柩車とは別に火葬場へ向かう。しかし、世界的に見れば自動車により葬送が消滅しているわけではなく、霊柩車と会葬者たちが車列を組んで「自動車葬列」により葬送することもある。東南アジアでは棺や会葬者を輸送するためのきらびやかに飾りつけられたトラックが普及している。
国葬のような大規模葬儀では、現在も儀礼的な葬送のパレードが行われることがある。

## 葬列

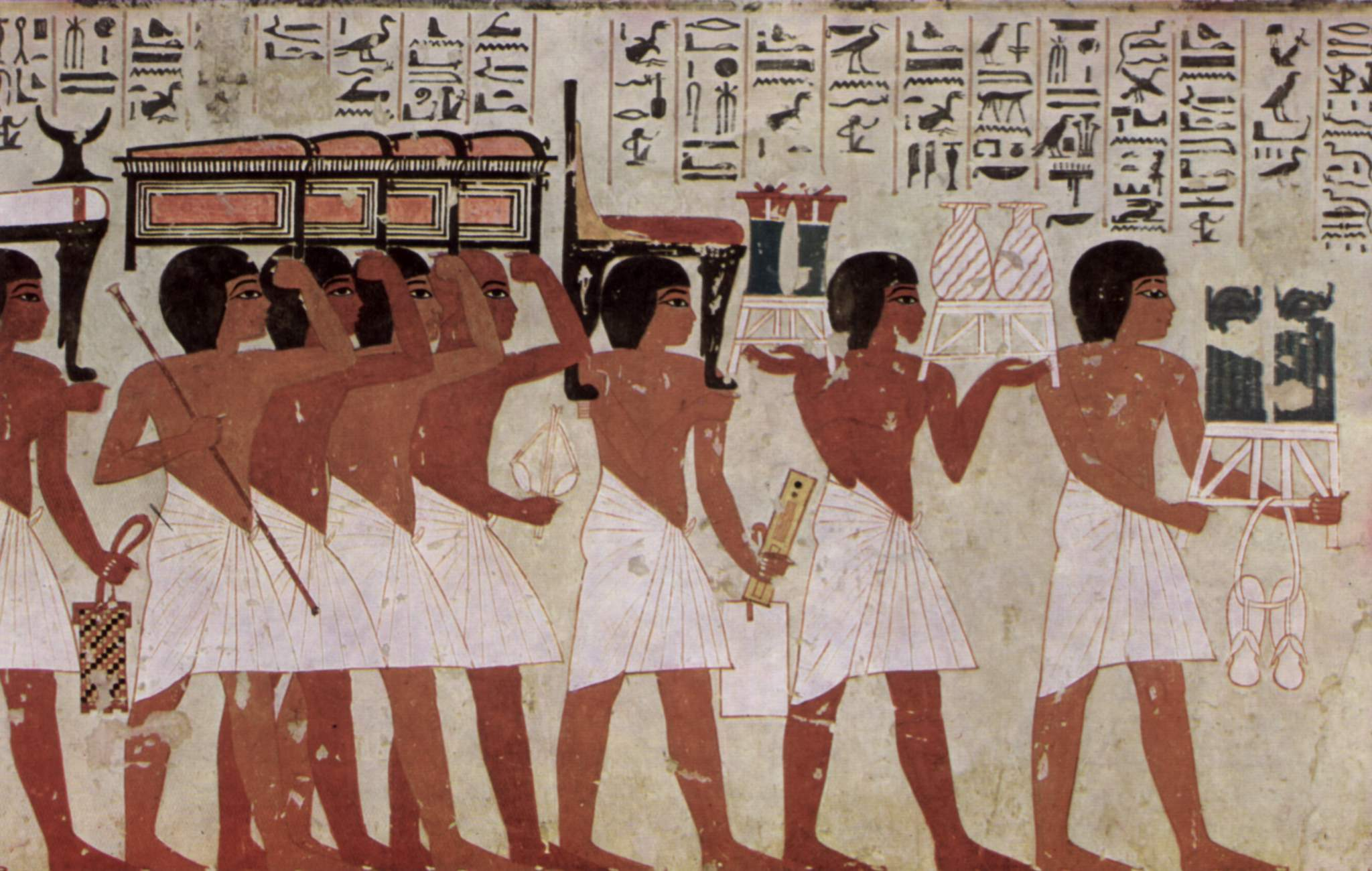
古代エジプトの壁画に描かれた葬列
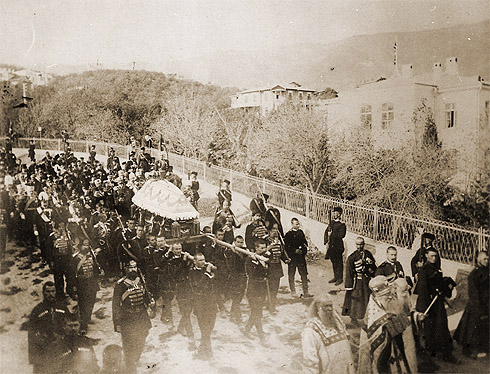
アレクサンドル3世の葬列（1894年11月）
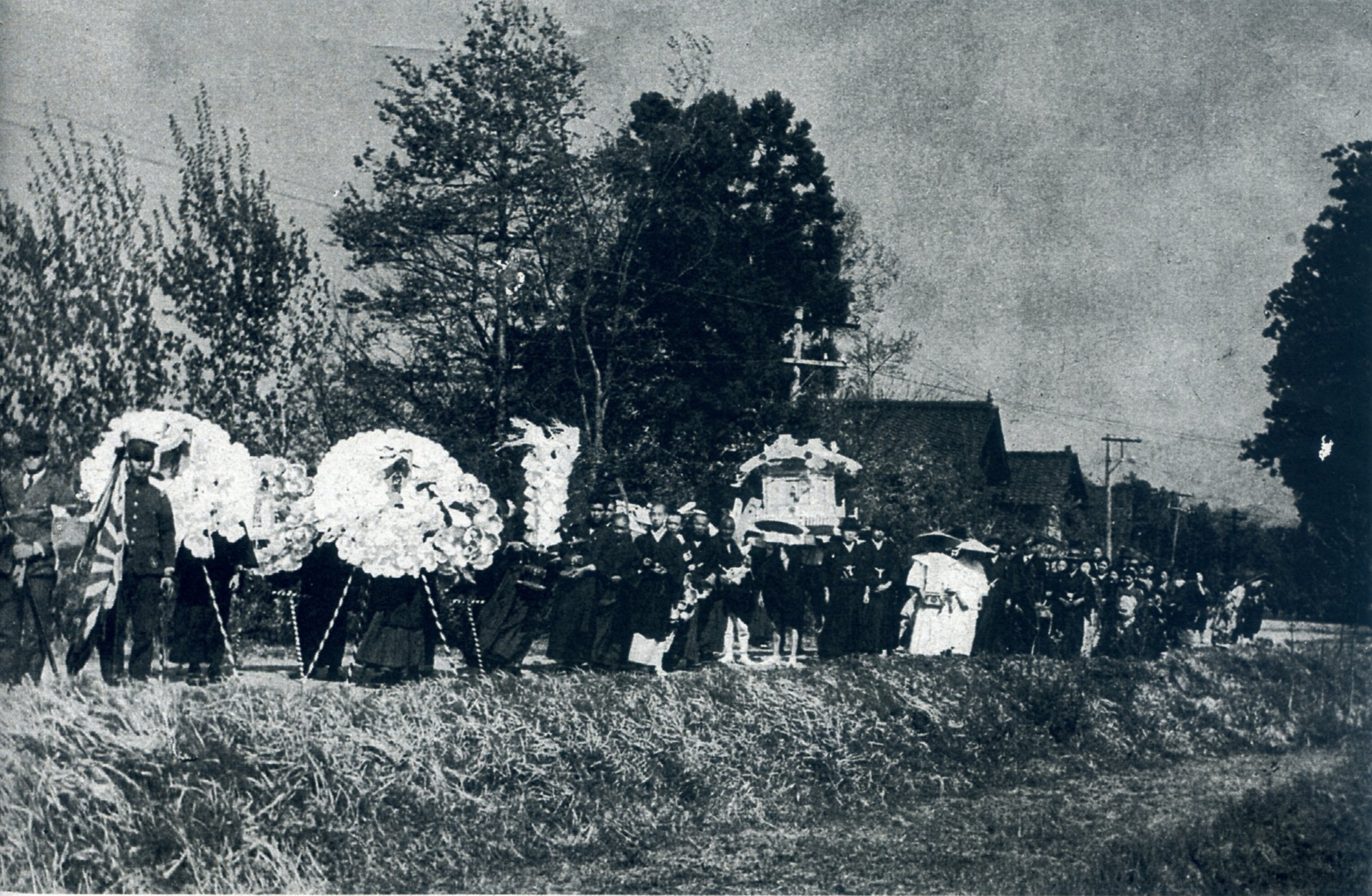
日本での葬列（1934年）

葬列には十字架・ろうそく・イコンなど宗教上や民俗上のシンボルを捧げ持った人々が付き従う。日本では、位牌・天蓋・旗・供物などを捧げ持つのが伝統であった。現在でも葬送の際には近親者が位牌と遺影を捧げ持って棺を先導する慣習が残っている。
西欧では黒いローブを着けた人々が無言で葬列を組むため非常に暗く重苦しい印象があるが、ギリシャ正教では盛んに聖歌を歌いながら葬送を行う。また、東南アジアでは、楽隊がにぎやかに鐘や太鼓を打ち鳴らしながら葬送を行う。これは魔を払うためとも説明される。
他人の葬列に出会うことはしばしば縁起が悪い事とされるが、イスラム圏では逆に棺を担ぐことが死者への供養とされるため、行きずりの人々がかわるがわる棺を担ぐという光景が見られる。
葬送を始めることを「出棺」といい、この際、玄関ではなく縁側から棺を出したり、縁側で棺を3回まわしてから運ぶなどの特異な風習もある。